# ヨアン・ボリ
ヨアン・アレキサンドル・マディ・ボリ（Yohan Alexandre Mady Boli，1993年11月17日 - ）は、フランス・パ＝ド＝カレー県アラス出身のサッカー選手。コートジボワール代表。ポジションは、フォワード。

## 代表歴
フランス生まれで、コートジボワール系フランス人である。 2017年9月2日、2018 FIFAワールドカップ・予選のガボン代表戦でコートジボワール代表デビューを果たした。

## 人物
父親のロジェール・ボリはRCランス時代にリーグ・アン得点王に輝いたことのある元サッカー選手で、元フランス代表で浦和レッズにも在籍していたバジール・ボリの甥であり、チエンマイ・ユナイテッドに所属しているヤニック・ボリのいとこである。
兄弟のケヴィン・ボリとシャルル・ボリもサッカー選手である。